# Bargersville (Indiana)
Bargersville es un pueblo ubicado en el condado de Johnson en el estado estadounidense de Indiana. En el Censo de 2010 tenía una población de 4013 habitantes y una densidad poblacional de 314,54 personas por km².

## Geografía
Bargersville se encuentra ubicado en las coordenadas 39°32′36″N 86°9′41″O / 39.54333, -86.16139. Según la Oficina del Censo de los Estados Unidos, Bargersville tiene una superficie total de 12.76 km², de la cual 12.76 km² corresponden a tierra firme y (0%) 0 km² es agua.

## Demografía
Según el censo de 2010, había 4013 personas residiendo en Bargersville. La densidad de población era de 314,54 hab./km². De los 4013 habitantes, Bargersville estaba compuesto por el 95.59% blancos, el 1.12% eran afroamericanos, el 0.3% eran amerindios, el 1% eran asiáticos, el 0% eran isleños del Pacífico, el 0.37% eran de otras razas y el 1.62% pertenecían a dos o más razas. Del total de la población el 2.07% eran hispanos o latinos de cualquier raza.